# متحف سامراء
متحف سامراء هو متحف قيد الإنشاء يتكون من ثلاث بنايات، تبلغ كلفته 17 مليار دينار، مساحته 227,700 م.

## الإنشاء
في عام 2014، تم المُباشرة ببناء متحف سامراء والذي يتكون من ثلاث بنايات، البناية الأولى تضم سرداب وطابقين أما البناية الثانية تتكون من جزئين الأول يضم السرداب وطابق ارضي وطابق علوي أول بينما يضم الجزء الثاني طوابق بدون سرداب والبناية الثالثة تتكون من مسرح مفتوح مع إضافة أعمال معمارية تراثية فيه.